# Arqueologia da América
A arqueologia da América é o estudo dos povos antigos da América através dos restos por eles deixados, como documentos, monumentos e objetos.

## Hipóteses Sobre o Início da Ocupação Humana das Américas
Até recentemente, a interpretação mais largamente aceita baseada nos achados arqueológicos era a de que os primeiros humanos nas Américas teriam vindo numa série de migrações da Sibéria para o Alasca através de uma língua de terra chamada Beríngia, que se formou com a queda do nível dos mares durante a última idade do gelo, entre 24 000 e 9 000 anos atrás.
Se acreditava que a Berígia esteva bloqueada pelos enormes glaciares até que a temperatura global começou a aumentar e se abriu um corredor livre de gelo. A Cultura Clóvis, descoberta em 1929, foi considerada como a cultura indígena mais antiga da América, datada de 13.500 anos, gerando-se um consenso que foi fundamento da teoria do povoamento tardio do continente. A partir das duas últimas décadas do século XX, novas pesquisas científicas questionaram essa teoria, defendendo a existência de culturas paleo-americanas muito mais antigas.
Alem disso, segundo pesquisas da Universidade de Copenhagen o chamado corredor sem gelo se tornou habitável por humanos apenas há 12.600 anos atrás, isto é quase 1 000 anos após a formação da cultura Clovis, o que significa que os primeiros povoados da América não foram os que entraram no continente a partir do Alasca através do corredor livre de gelo canadense, senão que tanto os grupos que desenvolveram a cultura Clovis como outros, tomaram a rota costeira do Pacífico, através da qual  esteve aberta uma ampla Conexão Beringia, tão ampla quanto a distância norte-sul até o atual Alasca, uma região onde os mamutes e as gramíneas das estepes da Sibéria se misturavam com as do noroeste da América.
Pode-se considerar que Alex Krieger foi o precursor da teoria do povoamento precoce ou temporão, mas nas últimas décadas, nas Américas têm sido achados vários sítios arqueológicos importantes nos quais cientistas de todo o mundo têm estado encontrando evidências incompatíveis com a hipótese da colonização tardia, qe ue apontam para uma colonização precoce do continente americano.
No entanto, achados na América do Sul mudaram o pensamento dos arqueólogos. Em Chile foi excavado o sitio de Monte Verde, onde se encontraron restos de presencia humana de há pelo menos 14.800 anos, anteriores à cultura Clovis. O fóssil de uma mulher com 11 mil anos foi encontrado pela arqueóloga francesa Annette Laming-Emperaire na década de 1970. O fóssil recebeu o nome de Luzia, apelido dado carinhosamente pelo biólogo Walter Alves Neves, do Instituto de Biociências da Universidade de São Paulo.
Ao estudar a morfologia craniana de Luzia, Neves encontrou traços que lembram os atuais aborígenes da Austrália e os negros da África. Ao lado do seu colega argentino Héctor Pucciarelli, do Museu de La Plata, Neves formulou a teoria de que o povoamento das Américas teria sido feito por duas correntes migratórias de caçadores e coletores, ambas vindas da Ásia, provavelmente pelo estreito de Bering, mas cada uma delas composta por grupos biológicos distintos. A primeira teria ocorrido 14 mil anos atrás e seus membros teriam aparência semelhante à de Luzia. O segundo grupo teria sido o dos povos mongoloides, há uns 11 mil anos, dos quais descendem atualmente todas as tribos indígenas das Américas.

### Interpretações
Há várias interpretações para estes achados (e para a pré-história das Américas):
- Uma é de que a migração através da "ponte de Bering" (Beríngia) pode ter ocorrido durante a glaciação anterior, há cerca de 35 mil anos.
- Outra teoria sustenta que os "siberianos" teriam sido precedidos por imigrantes da Oceânia, que teriam chegado, seja de barco, através do Oceano Pacífico, seja pela mesma rota terrestre da Beríngia, mas num período muito anterior. Os proponentes desta teoria afirmam que os restos humanos mais antigos que se conhecem, tanto na América do Sul, como na Baixa Califórnia, têm traços distintamente não siberianos, parecendo-se mais com aborígenes australianos ou com negritos das Ilhas Andaman. Estes hipotéticos aborígenes americanos teriam sido substituídos pelos "siberianos" e podem ter sido os antepassados dos nativos da Tierra del Fuego (no extremo sul da Argentina e Chile), que estão quase extintos.

A maioria dos antropólogos e arqueólogos considera que a genética, linguística e cultura dos índios da América do Norte mostram uma origem predominantemente siberiana. Por esta razão, pensa-se que pode ter havido pelo menos três migrações separadas da Sibéria para a América:
- A primeira chegou a uma terra povoada por grandes mamíferos na idade Pleistocena Superior, incluindo mamutes, cavalos, preguiças-gigantes e rinocerontes-peludos. A cultura Clóvis seria uma manifestação dessa migração e a cultura Folsom, baseada na caça do bisonte-americano, ter-se-ia desenvolvido a partir da primeira. Esta leva de imigrantes poderia ter chegado até à Tierra del Fuego.
- A segunda migração trouxe os antepassados dos povos que falam as línguas na-dene, que se espalharam-se até ao sudoeste dos Estados Unidos e seriam os antepassados dos Apaches e dos Navajos.
- A terceira vaga constituiu os antepassados dos esquimós e dos aleútes. Eles podem ter chegado de barco através do Estreito de Bering, depois de a ponte terrestre ter desaparecido.
- Em anos recentes, foram realizados estudos de genética molecular que sugerem ter havido, pelo menos, quatro distintas migrações da Ásia para a América. Estes estudos fornecem também a evidência surpreendente de migrações da Europa durante o mesmo período, possivelmente de povos que tinham um modo de vida semelhante ao dos Inuits e Yupiks durante a última glaciação.

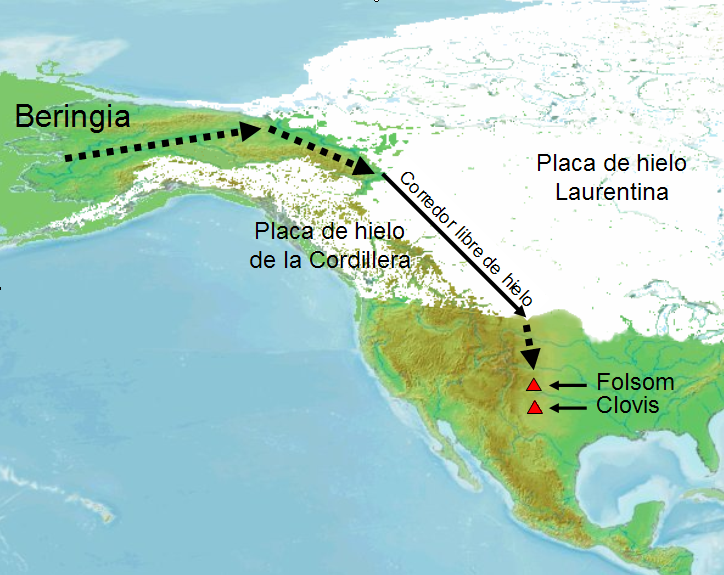
Uma das possíveis rotas de entrada do homem nas Américas através da Beríngia.

Os achados mais recentes no Brasil, permitem afirmar que a entrada do Homo sapiens no continente americano pode ter-se iniciado entre 150 000 e 100 000 anos atrás. Um continente tão vasto deve ter sido ocupado a partir de diversos pontos de penetração, que incluem também a via marítima, uma vez que o nível do mar variou durante as diferentes épocas e, em certos momentos, chegou até a 150 metros abaixo do nível atual, o que significa que um maior número de ilhas existia, a plataforma continental era mais ampla, tornando essas viagens mais fáceis para os meios tecnológicos dessa altura do que se poderia supor.
Uma consequência destas sucessivas vagas de migrantes é que grandes populações com línguas e provavelmente características físicas semelhantes se espalharam por várias áreas geográficas das Américas do Norte, Central e Sul. Uma vez que os nativos americanos tradicionalmente mantêm-se leais às suas tribos, os etnólogos têm tentado agrupar a miríade de tribos atuais em agrupamentos que reflitam as suas origens geográficas comuns, similaridades linguísticas e modo de vida (ver: Classificação dos povos indígenas da América).
Apesar de muitos grupos terem uma vida nómada ou seminómada na época da ocupação europeia do Novo Mundo, em algumas regiões, especificamente no vale do rio Mississippi, nos Estados Unidos, no México, na América Central e nos Andes da América do Sul eles formaram civilizações avançadas com arquitetura monumental e organizadas em cidades e estados, como foram os maias e os incas.
Existem outras teorias sobre a origem dos nativos americanos:
- Vários antropólogos, historiadores e arqueólogos têm sugerido que os nativos americanos são descendentes, quer de europeus, quer africanos que atravessaram o Oceano Atlântico. Alguns apontam a semelhança física entre os olmecas e os africanos. Thor Heyerdahl demonstrou que é possível navegar da África para a América numa réplica dum barco de papiro do Antigo Egito. Existe igualmente evidência genética de antepassados africanos em alguns índios da Argentina e arqueológica de artefactos que podiam ser de origem europeia de antes da ocupação da Europa por asiáticos.
- A maioria das religiões dos nativos americanos ensinam que os humanos foram criados na América no princípio dos tempos e sempre ali viveram.
- A doutrina Mórmon diz os ameríndios são descendentes de Leí e dos nefitas, que teriam sido israelitas que chegaram às Américas cerca de 590.
- No século XIX e princípios do século XX, houve proponentes da existência de continentes perdidos, entre os quais Atlântida, Mu e Lemúria, de onde poderiam ter vindo os primeiros habitantes humanos das Américas.